# 王牌 (電影)
《王牌》（英語：Who Is Undercover）(又名:谁是卧底之王牌) 是2014年一部中国戰爭懸疑電影。由范建會執導，林志玲、梁家輝、鍾欣潼、鄔君梅及李銘順主演，2013年3月開拍。
該電影揭露一段堪稱「中國秘密」的塵封歷史，展示了上世紀30年代至50年代一批革命人士進行的生死營救故事。中国于2014年12月31日上映。

## 劇情
20世纪30年代，风波诡谲的上海，正是白色恐怖弥漫时期。中共地下党小心而敏锐地存活着。 一个绝密会议因为叛徒的出卖而被破坏，会议现场周边的人悉数被捕。地下党负责人王峰突围后要求不惜一切代价迅速组织营救。原来1号人物“ 王牌”恰在被捕者其中。 敌人闻讯大喜，却苦于无法甄别真正的"王牌" ，于是动用各种残忍极刑，企图从嫌疑最大的五名女性---- " 小学教师"赵碧薇、 “ 交际花" 苏捷、 “ 茶楼老板娘” 王霞芬、 “ 大学教授” 施老师以及偶然被牽进事件中的“ 女学生"孙红等人口中播出" 王牌"的真相...... 最终狱中推出了“ 王牌"的尸体，将所有人推到绝望边缘。这是一次失败的营救，是谁泄露了王牌的真实身份？ 直到解放后赵碧薇儿子18岁这天，她终于鼓足勇气将当年证词全部推翻，也因此将历劫存活下来的人们重新拖回了炼狱般的酷刑回忆。

## 演員列表
| 演員   | 角色     | 角色介紹         |
| 林志玲 | 趙碧薇   | 美專老師         |
| 梁家輝 | 王 峰    | 中共地下党负责人 |
| 鍾欣潼 | 蘇 捷    |                  |
| 鄔君梅 | 小紅母親 |                  |
| 李銘順 | 宋雨秋   |                  |
| 鄭則仕 | 監獄長   |                  |
| 蒙亭宜 | 王霞芬   |                  |
| 莊凱勛 | 高秘書   |                  |

## 幕後製作
- 導演：范建會
- 演員陣容：林志玲、梁家輝、鍾欣潼、鄔君梅、李銘順、莊凱勛
- 拍攝地點： 上海車墩影視基地

## 票房
中国大陆累计3000万人民币。

## 外部連結
- 《王牌》的新浪微博
- 时光网上《王牌》的資料（简体中文）
- 豆瓣电影上《王牌》的資料 （简体中文）